# Concordat germanique
Le Concordat germanique ou Concordat de Vienne est un concordat signé à Vienne le 17 février 1448 entre le pape Nicolas V et l'empereur Frédéric III de Habsbourg.
Il remplace celui de Worms, ainsi que les articles de la Bulle d'Or qui définissaient les relations entre la papauté et le Saint-Empire.

## Contexte
Le 24 juin 1439, les travaux du concile de Bâle aboutirent à un schisme. Les prélats schismatiques concluent à la prédominance des conciles sur le pape, déposent Eugène IV et élisent à la place Amédée VIII, ancien duc de Savoie, qui prend le nom de Félix V. Mais ce dernier ne trouve que peu de partisans en dehors de ses états, de l'Aragon et de la Confédération suisse. Le Saint-Empire décide de rester neutre, et la France n'applique partiellement des décisions du concile. Eugène IV meurt en 1447 et son successeur, Nicolas V, négocie un rapprochement avec l'empereur, qui aboutit par la signature de ce concordat.

## Les accords
« 
1°. Il (le pape] conserve ou plutot il rétablit la liberté des élections dans les églises cathédrales, métropolitaines & monasteres, & s'oblige de les confirmer; à moins que pour de justes causes & de l'avis des cardinaux, il ne fût nécessaire de pourvoir un sujet plus digne & plus capable.
2°. Il laisse les confirmations des élections, dans l'ordre commun aux supérieurs, & promet qu'il ne disposera point des prélatures des moniales, à moins qu'elles ne soient exemptes, auquel cas même il n'en disposera que par commission ad partes.
3°. Il abolit les expectatives pour tous les autres bénéfices inférieurs, & en donne aux ordinaires la libre disposition pendant six mois, semblable à l'alternative des évêques de Bretagne.
4°. Si dans les trois mois du jour que la vacance sera connue, le pape n'a pas pourvû pendant les mois qu'il s'est réservé, il sera permis à l'ordinaire de pourvoir.
5°. Il est dit que le tems pour accepter cette alternative commencera à courir à l'égard du pape, à compter du premier Juin lors prochain, & durera à l'avenir s'il n'en est autrement ordonné du consentement de la nation germanique dans le prochain concile.
6°. Les fruits de la premiere année des bénéfices vacans seront payés par forme d'annate, suivant la taxe délivrée par la chambre, appelée communs services.
7°. Que si les taxes sont excessives, elles seront moderées, & qu'à cet effet il sera nommé des commissaires qui informeront de la qualité des choses, des circonstances, des tems & des lieux.
8°. Que les taxes seront payées moitié dans l'an du jour de la possession paisible, & l'autre dans l'année suivante, & que si le bénéfice vaque plusieurs fois dans une année, il ne sera néanmoins dû qu'une seule taxe.
9°. Que celle des autres bénéfices inférieurs se payera pareillement dans l'an de la possession paisible; mais qu'on ne payera rien pour les bénéfices qui n'excéderont point vingt - quatre florins ou ducats d'or de la chambre.
 »

## Conséquence
Ce concordat devint une loi fondamentale du Saint-Empire, mais fut aussi considéré comme un recul de l'Empire, qui causa du mécontentement, le clergé germanique estimant que le pape obtenait des droits qui ne lui étaient pas dus.
Cet accord fut appliqué dans tout l'Empire, ainsi que dans le diocèse de Metz. L'empereur Maximilien l'étendit à la principauté de Liège en 1518, Charles Quint l'instaura dans le diocèse de Cambrai.